# Abborrtjärnen (Ytterhogdals socken, Hälsingland, 688264-144680)
Abborrtjärnen är en sjö i Härjedalens kommun i Hälsingland och ingår i Ljusnans huvudavrinningsområde.